# Симферопольский район
Симферо́польский райо́н (укр. Сімферопольський район, крымскотат. Симферопол (Акъмесджит) районы, Aqmescit rayonı) — административно-территориальная единица (район) и одноимённое муниципальное образование (муниципальный район) в Республике Крым Российской Федерации (согласно позиции России, фактически контролирующей Крым). Район Автономной Республики Крым Украины (согласно позиции Украины).
Административный центр — город Симферополь.

## География
Расположен в центральной части республики. Граничит на северо-западе с Сакским районом, на севере — с Красногвардейским районом, на востоке — с Белогорским районом, на юге и юго-западе — с Бахчисарайским районом, на юго-востоке — с городским округом Алушта (Алуштинским горсоветом), на западе имеет небольшой выход к Чёрному морю в районе посёлка Николаевка.
Территория района представляет собой на севере — степную равнину, в центральной и южной частях — предгорные гряды и продольные понижения между ними, на юго-востоке — северные склоны яйлинских массивов главной гряды Крымских гор. Среди сельских регионов Крыма выделяется высокой плотностью населения.
Площадь района — 1753 тыс. кв. км., от общей территории республики — 6,7 %

## История
В 1921 году в Крымской АССР были образованы Подгородне-Петровский и Сарабузский районы, центрами которых были сёла Подгородне-Петровское (ныне в черте Симферополя) и Спат (ныне пгт Гвардейское) соответственно. В ноябре 1923 года оба района были ликвидированы и вошли в новообразованный Симферопольский район. В 1930 году Симферополь как город республиканского (c 1945 до 1991 год — областного) подчинения был выделен из района в самостоятельный городской совет. На 1 октября 1931 года население составило 39 тысяч человек в 234 населённых пунктах. 23 сентября 1959 года к Симферопольскому району была присоединена часть территории упразднённого Зуйского района. C 30 декабря 1962 года по 4 января 1965 года Симферопольский район временно упразднялся в основном в пользу Бахчисарайского района.
17 июля 2020 года парламент Украины, не признающий аннексию Крыма Российской Федерацией, принял постановление о новой сети районов в стране, которым предполагается включить в состав района территорию Симферопольского горсовета, однако это решение не вступало в силу до «возвращения Крыма под общую юрисдикцию Украины». 9 сентября 2023 года, несмотря на отсутствие контроля над полуостровом, вступили в силу поправки, которые ввели в действие данное постановление в отношении Крыма.

## Население
| 1939     | 1959     | 1970     | 1979     | 1989     | 2001     | 2009     | 2010     | 2011     |
| -------- | -------- | -------- | -------- | -------- | -------- | -------- | -------- | -------- |
| 41 321   | ↗58 844  | ↗102 247 | ↗119 493 | ↗133 620 | ↗148 930 | ↗154 456 | ↗155 338 | ↗156 210 |
| 2012     | 2013     | 2014     | 2015     | 2016     | 2017     | 2018     | 2019     | 2020     |
| ↗157 170 | ↗158 375 | ↘152 091 | ↗152 593 | ↗156 035 | ↗158 317 | ↗160 772 | ↗161 997 | ↗163 270 |
| 2021     |          |          |          |          |          |          |          |          |
| ↗168 161 |          |          |          |          |          |          |          |          |

По итогам переписи населения в Крымском федеральном округе по состоянию на 14 октября 2014 года численность постоянного населения района составила 152091 человек (100,0 % из которых — сельское).
По состоянию на 1 января 2014 года численность населения района составила 160114 постоянных жителя и 159751 человек наличного населения, на 1 июля 2014 года — 160477 постоянных жителей (в том числе 22603 городских (14,1 %) и 137874 сельских) и 160114 человек наличного населения.

### Национальный состав
По данным переписей населения 2001 и 2014 годов:
| национальность  | 2001, всего, чел. | % от все- го | 2014 всего, чел. | % от все- го | % от указав- ших |
| --------------- | ----------------- | ------------ | ---------------- | ------------ | ---------------- |
| указали         |                   |              | 149834           | 98,52 %      | 100,00 %         |
| русские         | 73753             | 49,41 %      | 84049            | 55,26 %      | 56,09 %          |
| крымские татары | 33161             | 22,22 %      | 34184            | 22,48 %      | 22,81 %          |
| украинцы        | 35098             | 23,52 %      | 22521            | 14,81 %      | 15,03 %          |
| татары          | 545               | 0,37 %       | 3760             | 2,47 %       | 2,51 %           |
| белорусы        | 2038              | 1,37 %       | 1322             | 0,87 %       | 0,88 %           |
| армяне          | 849               | 0,57 %       | 879              | 0,58 %       | 0,59 %           |
| греки           | 517               | 0,35 %       | 405              | 0,27 %       | 0,27 %           |
| узбеки          | 168               | 0,11 %       | 315              | 0,21 %       | 0,21 %           |
| азербайджанцы   | 237               | 0,16 %       | 283              | 0,19 %       | 0,19 %           |
| молдаване       | 255               | 0,17 %       | 190              | 0,12 %       | 0,13 %           |
| поляки          | 245               | 0,16 %       | 172              | 0,11 %       | 0,11 %           |
| чуваши          | 196               | 0,13 %       | 161              | 0,11 %       | 0,11 %           |
| немцы           | 191               | 0,13 %       | 140              | 0,09 %       | 0,09 %           |
| болгары         | 116               | 0,08 %       | 115              | 0,08 %       | 0,08 %           |
| мордва          |                   |              | 105              | 0,07 %       | 0,07 %           |
| корейцы         |                   |              | 105              | 0,07 %       | 0,07 %           |
| цыгане          |                   |              | 105              | 0,07 %       | 0,07 %           |
| турки           |                   |              | 90               | 0,06 %       | 0,06 %           |
| таджики         |                   |              | 75               | 0,05 %       | 0,05 %           |
| евреи           |                   |              | 73               | 0,05 %       | 0,05 %           |
| грузины         |                   |              | 55               | 0,04 %       | 0,04 %           |
| арабы           |                   |              | 51               | 0,03 %       | 0,03 %           |
| другие          | 1884              | 1,26 %       | 679              | 0,45 %       | 0,45 %           |
| не указали      |                   |              | 2257             | 1,48 %       |                  |
| всего           | 149253            | 100,00 %     | 152091           | 100,00 %     |                  |

По данным всесоюзной переписи населения 1939 года численность жителей района составила 41318 человек. В национальном отношении было учтено:
| Национальность  | Численность | %       |
| --------------- | ----------- | ------- |
| всего           | 41318       | 100,0 % |
| Русские         | 21876       | 52,9 %  |
| Украинцы        | 6223        | 15,1 %  |
| Крымские татары | 5703        | 13,8 %  |
| Немцы           | 3009        | 7,3 %   |
| Греки           | 1278        | 3,1 %   |
| Болгары         | 1088        | 2,6 %   |
| Евреи           | 728         | 1,8 %   |
| Армяне          | 613         | 1,5 %   |

## Административно-муниципальное устройство
Симферопольский район как муниципальное образование со статусом муниципального района в составе Республики Крым РФ с 2014 года включает 22 муниципальных образования со статусом сельских поселений:
1. Гвардейское
2. Добровское
3. Донское
4. Журавлёвское
5. Кольчугинское
6. Мазанское
7. Мирновское
8. Молодёжненское
9. Николаевское
10. Новоандреевское
11. Новосёловское
12. Первомайское
13. Перовское
14. Пожарское
15. Родниковское
16. Скворцовское
17. Трудовское
18. Укромновское
19. Урожайновское
20. Чистенское
21. Широковское
22. Школьненское

До 2014 года они составляли одноимённые местные советы: 4 поселковых совета и 18 сельских советов в рамках административного деления АР Крым в составе Украины (до 1991 года — Крымской области УССР в составе СССР).
Город Симферополь, являющийся центром района, сам в его состав не входит.

### Населённые пункты
В состав Симферопольского района входят 109 населённых пунктов, в том числе: 3 посёлка городского типа (Гвардейское, Молодёжное и Николаевка), 103 села и 3 посёлка (сельского типа), при этом с 2014 года все посёлки городского типа (пгт) Республики Крым также были отнесены к сельским населённым пунктам:
| №   | Населённый пункт | Тип     | Историческое название       | Население (чел.) | Местный совет до 2014 года | Муниципальное образование с 2014 года |
| --- | ---------------- | ------- | --------------------------- | ---------------- | -------------------------- | ------------------------------------- |
| 1   | Гвардейское      | пгт     | Спат                        | ↘12 209          | Гвардейский поссовет       | Гвардейское сельское поселение        |
| 2   | Красная Зорька   | село    | Карача-Кангыл               | ↗3018            | Гвардейский поссовет       | Гвардейское сельское поселение        |
| 3   | Маленькое        | село    | Кичкене                     | ↘1546            | Гвардейский поссовет       | Гвардейское сельское поселение        |
| 4   | Новый Сад        | село    |                             | ↘386             | Гвардейский поссовет       | Гвардейское сельское поселение        |
| 5   | Софиевка         | село    |                             | ↗3732            | Гвардейский поссовет       | Гвардейское сельское поселение        |
| 6   | Доброе           | село    | Мамут-Султан                | ↗3848            | Добровский сельсовет       | Добровское сельское поселение         |
| 7   | Андрусово        | село    | Тахта-Джами                 | ↗886             | Добровский сельсовет       | Добровское сельское поселение         |
| 8   | Заречное         | село    | Шумхай                      | ↘2022            | Добровский сельсовет       | Добровское сельское поселение         |
| 9   | Краснолесье      | село    | Тавель                      | ↘1061            | Добровский сельсовет       | Добровское сельское поселение         |
| 10  | Лозовое          | село    | Эски-Орда                   | ↗1889            | Добровский сельсовет       | Добровское сельское поселение         |
| 11  | Мраморное        | село    | Биюк-Янкой                  | ↗158             | Добровский сельсовет       | Добровское сельское поселение         |
| 12  | Перевальное      | село    | Ангара                      | ↗4980            | Добровский сельсовет       | Добровское сельское поселение         |
| 13  | Петропавловка    | село    |                             | →91              | Добровский сельсовет       | Добровское сельское поселение         |
| 14  | Пионерское       | село    | Джолман                     | ↗6224            | Добровский сельсовет       | Добровское сельское поселение         |
| 15  | Привольное       | село    | Тавшан-Базар                | ↘13              | Добровский сельсовет       | Добровское сельское поселение         |
| 16  | Ферсманово       | село    | Тотайкой                    | ↘155             | Добровский сельсовет       | Добровское сельское поселение         |
| 17  | Чайковское       | село    | Тирке и Ени-Сала            | ↗110             | Добровский сельсовет       | Добровское сельское поселение         |
| 18  | Донское          | село    | Беш-Терек и Кернеуч         | ↗1997            | Донской сельсовет          | Донское сельское поселение            |
| 19  | Верхнекурганное  | село    | Верхняя Асма                | ↗634             | Донской сельсовет          | Донское сельское поселение            |
| 20  | Давыдово         | посёлок | Шейхкой                     | ↗7               | Донской сельсовет          | Донское сельское поселение            |
| 21  | Дмитрово         | село    | Калмук-Кары                 | ↗265             | Донской сельсовет          | Донское сельское поселение            |
| 22  | Клёновка         | село    | Туватай                     | ↘927             | Донской сельсовет          | Донское сельское поселение            |
| 23  | Нижнекурганное   | село    | Нижняя Асма                 | ↗74              | Донской сельсовет          | Донское сельское поселение            |
| 24  | Спокойное        | село    | Дерменджи                   | ↘37              | Донской сельсовет          | Донское сельское поселение            |
| 25  | Журавлёвка       | село    | Минлерчик                   | ↗1368            | Журавлёвский сельсовет     | Журавлёвское сельское поселение       |
| 26  | Сторожевое       | село    | Азат                        | ↘202             | Журавлёвский сельсовет     | Журавлёвское сельское поселение       |
| 27  | Сумское          | село    |                             | ↘243             | Журавлёвский сельсовет     | Журавлёвское сельское поселение       |
| 28  | Кольчугино       | село    | Булганак                    | ↗4224            | Кольчугинский сельсовет    | Кольчугинское сельское поселение      |
| 29  | Прудовое         | село    |                             | ↘1009            | Кольчугинский сельсовет    | Кольчугинское сельское поселение      |
| 30  | Равнополье       | село    | Джав-Джюрек и Новые Байдары | ↘924             | Кольчугинский сельсовет    | Кольчугинское сельское поселение      |
| 31  | Мазанка          | село    |                             | ↘2564            | Мазанский сельсовет        | Мазанское сельское поселение          |
| 32  | Красновка        | село    |                             | ↘608             | Мазанский сельсовет        | Мазанское сельское поселение          |
| 33  | Лесноселье       | село    | Тав-Даир                    | ↘480             | Мазанский сельсовет        | Мазанское сельское поселение          |
| 34  | Опушки           | село    | Толбан                      | ↘86              | Мазанский сельсовет        | Мазанское сельское поселение          |
| 35  | Соловьёвка       | село    | Аталык-Эли (до нач.XX в.)   | ↘66              | Мазанский сельсовет        | Мазанское сельское поселение          |
| 36  | Мирное           | село    | Сарайлы-Кыят                | ↗10 921          | Мирновский сельсовет       | Мирновское сельское поселение         |
| 37  | Белоглинка       | село    | Актачи-Кыят                 | ↘1989            | Мирновский сельсовет       | Мирновское сельское поселение         |
| 38  | Грушевое         | село    |                             | ↗96              | Мирновский сельсовет       | Мирновское сельское поселение         |
| 39  | Молодёжное       | пгт     |                             | ↗9387            | Молодёжненский поссовет    | Молодёжненское сельское поселение     |
| 40  | Солнечное        | село    |                             | ↗1065            | Молодёжненский поссовет    | Молодёжненское сельское поселение     |
| 41  | Николаевка       | пгт     |                             | ↗2817            | Николаевский поссовет      | Николаевское сельское поселение       |
| 42  | Александровка    | село    |                             | ↘52              | Николаевский поссовет      | Николаевское сельское поселение       |
| 43  | Винницкое        | село    |                             | ↘1048            | Николаевский поссовет      | Николаевское сельское поселение       |
| 44  | Ключевое         | село    | Кара-Чора                   | ↘255             | Николаевский поссовет      | Николаевское сельское поселение       |
| 45  | Петровка         | село    | Верхний Джабач              | ↘72              | Николаевский поссовет      | Николаевское сельское поселение       |
| 46  | Раздолье         | село    | Дёрткюль                    | ↘949             | Николаевский поссовет      | Николаевское сельское поселение       |
| 47  | Тепловка         | село    | Кюн-Тувган                  | ↘1755            | Николаевский поссовет      | Николаевское сельское поселение       |
| 48  | Новоандреевка    | село    | Кашик-Дегирмен              | ↘2778            | Новоандреевский сельсовет  | Новоандреевское сельское поселение    |
| 49  | Сухоречье        | село    | Джага-Мамыш                 | ↘58              | Новоандреевский сельсовет  | Новоандреевское сельское поселение    |
| 50  | Харитоновка      | село    | Аджи-Кеч                    | ↘296             | Новоандреевский сельсовет  | Новоандреевское сельское поселение    |
| 51  | Новосёловка      | село    |                             | ↘1421            | Новосёловский сельсовет    | Новосёловское сельское поселение      |
| 52  | Первомайское     | село    | Бий-Таныш                   | ↗2247            | Первомайский сельсовет     | Первомайское сельское поселение       |
| 53  | Красное          | село    | Чалгары                     | ↘943             | Первомайский сельсовет     | Первомайское сельское поселение       |
| 54  | Чайкино          | село    |                             | ↗1051            | Первомайский сельсовет     | Первомайское сельское поселение       |
| 55  | Перово           | село    | Бадана                      | ↗3995            | Перовский сельсовет        | Перовское сельское поселение          |
| 56  | Весёлое          | село    | Атман                       | ↘137             | Перовский сельсовет        | Перовское сельское поселение          |
| 57  | Дубки            | село    | Ботке                       | ↗2256            | Перовский сельсовет        | Перовское сельское поселение          |
| 58  | Залесье          | село    |                             | ↘1063            | Перовский сельсовет        | Перовское сельское поселение          |
| 59  | Каштановое       | село    |                             | ↗1028            | Перовский сельсовет        | Перовское сельское поселение          |
| 60  | Кизиловое        | село    | Карагач                     | ↗680             | Перовский сельсовет        | Перовское сельское поселение          |
| 61  | Клиновка         | село    | Кесек-Аратук                | ↘116             | Перовский сельсовет        | Перовское сельское поселение          |
| 62  | Ключи            | село    | Аджи-Ибрам                  | ↗323             | Перовский сельсовет        | Перовское сельское поселение          |
| 63  | Константиновка   | село    |                             | ↗1354            | Перовский сельсовет        | Перовское сельское поселение          |
| 64  | Молочное         | село    |                             | ↗330             | Перовский сельсовет        | Перовское сельское поселение          |
| 65  | Новониколаевка   | село    |                             | ↗375             | Перовский сельсовет        | Перовское сельское поселение          |
| 66  | Обрыв            | село    | Чумак-Кары                  | ↗80              | Перовский сельсовет        | Перовское сельское поселение          |
| 67  | Партизанское     | село    | Сабла                       | ↗2079            | Перовский сельсовет        | Перовское сельское поселение          |
| 68  | Тёплое           | село    | Чешмеджи                    | ↘20              | Перовский сельсовет        | Перовское сельское поселение          |
| 69  | Топольное        | село    |                             | ↘181             | Перовский сельсовет        | Перовское сельское поселение          |
| 70  | Украинка         | село    | Курцы                       | ↗3357            | Перовский сельсовет        | Перовское сельское поселение          |
| 71  | Пожарское        | село    | Булганак-Бодрак             | ↘1426            | Пожарский сельсовет        | Пожарское сельское поселение          |
| 72  | Водное           | село    | Кояш                        | ↘875             | Пожарский сельсовет        | Пожарское сельское поселение          |
| 73  | Демьяновка       | село    |                             | ↘382             | Пожарский сельсовет        | Пожарское сельское поселение          |
| 74  | Лекарственное    | село    | Агач-Эли                    | ↘1241            | Пожарский сельсовет        | Пожарское сельское поселение          |
| 75  | Родниково        | село    | Кулчук                      | ↗3744            | Родниковский сельсовет     | Родниковское сельское поселение       |
| 76  | Аркадьевка       | село    | Такыл                       | ↘512             | Родниковский сельсовет     | Родниковское сельское поселение       |
| 77  | Кубанское        | село    | Джабанак                    | →136             | Родниковский сельсовет     | Родниковское сельское поселение       |
| 78  | Курганное        | село    | Улу-Чокрак                  | ↘651             | Родниковский сельсовет     | Родниковское сельское поселение       |
| 79  | Новый Мир        | село    |                             | ↗421             | Родниковский сельсовет     | Родниковское сельское поселение       |
| 80  | Шафранное        | село    | Карт-Мышик Немецкий         | ↘244             | Родниковский сельсовет     | Родниковское сельское поселение       |
| 81  | Скворцово        | село    | Старый Лез                  | ↗2517            | Скворцовский сельсовет     | Скворцовское сельское поселение       |
| 82  | Колодезное       | село    | Учкую-Тархан                | ↘505             | Скворцовский сельсовет     | Скворцовское сельское поселение       |
| 83  | Межгорное        | село    | Новый Лез                   | ↘48              | Скворцовский сельсовет     | Скворцовское сельское поселение       |
| 84  | Передовое        | село    |                             | ↗218             | Скворцовский сельсовет     | Скворцовское сельское поселение       |
| 85  | Трудовое         | село    |                             | ↗5249            | Трудовской сельсовет       | Трудовское сельское поселение         |
| 86  | Айкаван          | посёлок |                             | ↗692             | Трудовской сельсовет       | Трудовское сельское поселение         |
| 87  | Акрополис        | село    |                             | ↗465             | Трудовской сельсовет       | Трудовское сельское поселение         |
| 88  | Ана-Юрт          | село    |                             | 243              | Трудовской сельсовет       | Трудовское сельское поселение         |
| 89  | Денисовка        | село    | Суин-Аджи                   | ↘972             | Трудовской сельсовет       | Трудовское сельское поселение         |
| 90  | Дружное          | село    | Джафер-Берди                | ↘169             | Трудовской сельсовет       | Трудовское сельское поселение         |
| 91  | Ивановка         | село    | Джанатай                    | ↘899             | Трудовской сельсовет       | Трудовское сельское поселение         |
| 92  | Лазаревка        | село    | Бура                        | ↘78              | Трудовской сельсовет       | Трудовское сельское поселение         |
| 93  | Строгоновка      | село    | Мамак                       | ↗4402            | Трудовской сельсовет       | Трудовское сельское поселение         |
| 94  | Укромное         | село    | Новый Сарабуз               | ↗4980            | Укромновский сельсовет     | Укромновское сельское поселение       |
| 95  | Совхозное        | село    | Темир-Ага                   | ↘1103            | Укромновский сельсовет     | Укромновское сельское поселение       |
| 96  | Урожайное        | село    | Чоюнчи                      | ↗3679            | Урожайновский сельсовет    | Урожайновское сельское поселение      |
| 97  | Живописное       | село    | Беки-Эли                    | ↗144             | Урожайновский сельсовет    | Урожайновское сельское поселение      |
| 98  | Чистенькое       | село    |                             | ↗5277            | Чистенский сельсовет       | Чистенское сельское поселение         |
| 99  | Камышинка        | село    | Молла-Эли                   | ↘127             | Чистенский сельсовет       | Чистенское сельское поселение         |
| 100 | Левадки          | село    | Ливадки                     | ↗1036            | Чистенский сельсовет       | Чистенское сельское поселение         |
| 101 | Новозбурьевка    | село    | Верхний Сейманларкой        | ↘407             | Чистенский сельсовет       | Чистенское сельское поселение         |
| 102 | Трёхпрудное      | село    | Терек-Эли                   | ↗925             | Чистенский сельсовет       | Чистенское сельское поселение         |
| 103 | Трудолюбово      | село    | Карач                       | ↗339             | Чистенский сельсовет       | Чистенское сельское поселение         |
| 104 | Фонтаны          | село    | Ягмурчи                     | ↗3218            | Чистенский сельсовет       | Чистенское сельское поселение         |
| 105 | Широкое          | село    | Кытай                       | ↘1491            | Широковский сельсовет      | Широковское сельское поселение        |
| 106 | Дивное           | село    | Казанчи                     | ↘51              | Широковский сельсовет      | Широковское сельское поселение        |
| 107 | Куприно          | село    | Узкасты                     | ↘200             | Широковский сельсовет      | Широковское сельское поселение        |
| 108 | Пролётное        | село    |                             | ↗175             | Широковский сельсовет      | Широковское сельское поселение        |
| 109 | Школьное         | посёлок |                             | ↘1917            | Школьненский поссовет      | Школьненское сельское поселение       |

## Герб
Решением 19-й сессии Симферопольского районного совета VI созыва в сентябре 2013 года утверждено положение о содержании, описании и порядке использования символики Симферопольского района, согласно которому герб района представляет собой белый щит, в центре которого стилизованное изображение ленты в виде флага Автономной Республики Крым и Украины, на которых расположены зеленый виноградный лист, гроздь винограда и амфора оттенков пурпурного цвета. Внизу щита расположены колосья пшеницы золотистых и зеленых оттенков. В верхней части щита расположены лучи солнца, а над ними — наименование «Симферопольский район». После произошедшей в феврале—марте 2014 года аннексии Крыма Российской Федерацией Симферопольский райсовет 4 августа 2015 года утвердил новый герб района:

варяжский щит, в верхней лазоревой части которого изображены: гора Чатыр-Даг серебристого цвета и три золотых пчелы. В нижней части щита на зелёном поле расположены золотой сноп пшеницы, в оконечности щита лазоревые морские волны. Венчает щит золотой солнечный диск с 22 лучами, над которыми простирается Александрийская[sic] лента с названием района, буквами белого цвета. Щит обрамлен двумя виноградными лозами зелёного цвета и золотыми виноградными гроздьями. Девиз — «труд во благо» начертан буквами цвета серебра на лазоревой ленте.

Решением Симферопольского районного совета Республики Крым от 22 февраля 2023 года № 817 Утвержден новый герб

В рассеченном лазоревом и зеленом поле – золотой с воздетыми крыльями орел, несущий в лапах серебряный, обвитый черной змеёй, обращенный вправо жезл.